# يانيك جادو
يانيك جادو (بالفرنسية: Yannick Jadot) (27 يوليو 1967) سياسي فرنسي وعضو في حزب «أوروبا البيئة الخضر» ولقد انتخب نائبا أوروبيا عن الحزب عام 2009.
في عام 2016 ترشح يانيك جادو لانتخابات الرئاسة الفرنسية 2017.